# Deportivo Miranda Fútbol Club
O Deportivo Miranda Fútbol Club é um clube venezuelano de futebol da cidade de Petare, no município de Sucre, que atualmente joga na Segunda Divisão do país. Suas cores são azul e branco e joga suas partidas no Estádio Olímpico da UCV, em Caracas.
Fundado em 1948 como Deportivo Italia FC, o clube viveu seu melhor momento durante a chamada Era D'Ambrosio (1958-1978), quando conquistou quatro Campeonatos Venezuelanos, além de três Copa da Venezuela. O clube fundiu-se com o Deportivo Chacao FC em 1998 e passou a chamar-se Deportivo Italchacao, tendo voltado ao seu nome original em 2006 e sido renomeado para Deportivo Petare em 2010.

## História

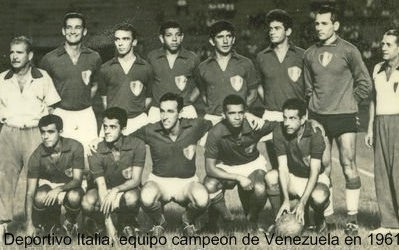
Plantel do Deportivo Italia em 1961.

O Deportivo Italia foi fundado no dia 18 de agosto de 1948, por um grupo de imigrantes oriundos da Itália. Foram seus fundadores: Carlo Pescifeltri, Lorenzo Tommasi, Bruno Bianchi, Giordano Valentini, Samuel Rovatti, Angelo Bragaglia, Giovanni de Stefano, Giuseppe Pane e Alfredo Sacchi. A cor do uniforme foi inspirada na camisa da seleção nacional italiana (Azzurri).
Em 1958, Mino D'Ambrosio tomou o controle do Deportivo Italia e, com seu irmão Pompeo D'Ambrosio (que administrava financeiramente a equipe), fez o time de futebol da comunidade italiana chegar ao mais alto nível no futebol venezuelano. A Era D'Ambrosio durou 20 anos até 1978 e foi marcada pela conquista de quatro Campeonatos Venezuelanos (1961, 1963, 1966 e 1972), além de ter sido vice-campeã em cinco ocasiões (1965, 1968, 1969, 1970 e 1971). A equipe conquistou ainda a Copa da Venezuela por três vezes (1961, 1962 e 1970) e foi finalista vencido em 1976. Além disso, a equipe participou seis vezes da Copa Libertadores da América (1964, 1966, 1967, 1969, 1971 e 1972), tendo sido a primeira equipe venezuelana na história a atingir a segunda fase da prova (1964). Outra façanha digna de nota foi o famoso "Maracanazo" de 1971, quando o Deportivo Italia ganhou no Maracanã ao Fluminense, campeão brasileiro à época.
Em 1998 o clube fundiu-se com o Deportivo Chacao FC e passou a chamar-se Deportivo Italchacao, tendo sido campeão nacional com esse nome em 1999. Em 2006 voltou ao seu nome original, vencendo em 2008 o Torneio Apertura do Campeonato Venezuelano e garantindo assim o acesso à Copa Libertadores da América de 2010.
O Deportivo Italia foi renomeado para Deportivo Petare em junho de 2010, o que gerou polêmica devido à forte oposição da comunidade italiana em Caracas à mudança de nome e cores.
Em 2015, mudou novamente de nome, desta vez para apenas "Petare".
Em 2023 mudou o nome para Deportivo Miranda.

## Títulos

### Nacionais
- Campeonato Venezuelano: 5

(1961, 1963, 1966, 1972, 1999*)
- Copa da Venezuela: 3

(1961, 1962 e 1970)
* como Deportivo Italchacao

## Destaques
- Vice Torneio Internacional de Caracas de 1950
- Presenças na Copa Libertadores da América (11)

(1964, 1966, 1967, 1969, 1971, 1972, 1985 e 2010) (Como Deportivo Italia Fútbol Club)
(2000 e 2001) (Como Deportivo Italchacao Fútbol Club)
(2011) (Como Deportivo Petare Fútbol Club)